# 普拉提亚战役
普拉提亞戰役（Battle of Plataea）是波斯第二次入侵希臘的戰爭中最後一場戰役。時值公元前 479 年，發生於普拉提亞城（希臘維奧蒂亞地區的一個城市）附近，對陣雙方分別是希臘城邦聯合軍（包括斯巴達、雅典、科林斯及墨伽拉）及由波斯皇帝薛西斯一世帶領的波斯帝國。
在前一年，由波斯皇帝親自領軍的入侵軍已在溫泉關戰役、亞德米西林戰役取得勝利，並征服了色薩利、維奧蒂亞及阿提卡。可是，在接著的薩拉米斯戰役希臘聯合海軍打勝了一場看似不能戰勝的戰役，取得了決定性的成果，阻止了波斯征服伯羅奔尼撒。之後薛西斯帶著大批軍隊撤退，留下了他的將軍馬鐸尼斯繼續之後的戰役。
於公元前 479 年的夏季，希臘聯軍組成了一支在當時的標準來說十分龐大的軍隊，從伯羅奔尼撒開出，波斯軍則撤退到維奧蒂亞並在普拉提亞附近設立了一個要塞。由於波斯軍陣地一帶的地型對騎兵有利，希臘軍不想冒險與波斯的騎兵與輕步兵交戰，所以雙方的對峙膠著了 11 天。希臘聯軍在補給有困難的情況下嘗試撤退，整條希臘聯軍的戰線瓦解了。見到如此情況，馬鐸尼斯認為希臘會全面撤退，故下令軍隊追擊。但是希臘聯軍停止撤退並立即應戰，特別是斯巴達人、雅典人及忒格亞人。他們擊敗了波斯的輕步兵，並殺死了馬鐸尼斯。之後，大部份的波斯軍隊被困於要塞並被屠殺。
這一支軍隊的潰敗，以及同一日於米卡勒戰役（Battle of Mycale）殘餘的波斯海軍被打敗，決定了這一場入侵的完結。在普拉提亞及米卡勒戰役之後，希臘聯軍反守為攻，掀開了希波戰爭的新一頁。雖然普拉提亞戰役在任何角度來說也是一場大勝利，但似乎沒有像雅典軍在馬拉松戰役戰勝，或甚聯軍在溫泉谷戰役被打敗般，被賦予對等的重視（即使在當時也是）。

## 背景
於公元前 499 年 - 494 年，希臘城邦雅典及埃雷特里亞支援了伊奧尼亞起義，對抗當時由大流士一世所統治的波斯帝國，最終失敗收場。當時的波斯帝國成立的時間相對地短，常遭被統治國反抗。篡取帝位的大流士用了不少時間去消滅那些反對他管治的人，而伊奧尼亞起義威脅到他管治威信。所以他起誓要懲處這次起義反抗者，特別是那些並未受到波斯統治的人。他還見到一個機會，藉此次鎮壓叛亂，擴大帝國版圖到難以對付的古希臘。於公元前 492 年，馬鐸尼斯帶領了一個遠征先頭部隊，去穩定接壤希臘的地區。重新收服了色雷斯，並迫使馬其頓王國成為其附屬國。之後一個水陸兩用部隊在大提士（Datis）及阿爾塔費尼斯（Artaphernes）的帶領下，在攻擊雅典前，成功洗劫了納克索斯及埃雷特里亞。可是在起決定性作用的馬拉松戰役中，雅典大獲全勝，迫使波斯軍撤退回亞洲。
故此，本著要完全折服希臘的目標，大流士開始培養一支龐大的新軍。但是，他卻在入侵準備完成之前先行離世。波斯的王位傳給了大流士的兒子薛西斯一世，承繼王位後，他迅速地重新啟動入侵希臘的準備，包括修築了兩條浮橋橫過達達尼爾海峽(古稱赫勒斯滂）。在公元前 481 年，薛西斯派遣使節到環繞希臘各城邦，並要求他們交出泥土和水，作為一個歸順的表示，而且故意地遺漏了雅典和斯巴達（當時兩邦都與波斯交戰中）。所以，反抗波斯的力量在雅典與斯巴達兩個為首的城邦週圍凝聚。於同年，一個各城邦之間的會議在科林斯舉行，而一支希臘城邦聯合軍就此形成。這一情況在當時希臘內部來說是難能可貴的，因為城邦之間一般都沒有緊密聯繫，而且有些城邦還是在對戰當中。
聯軍一開始時採用的策略是封鎖進入希臘的海路和陸路，所以在公元前 480 年八月得知薛西斯的打算後，一小支由斯巴達王列奧尼達一世率領的聯軍封鎖了通過溫泉關的道路，而以雅典軍為多數的聯合海軍則航行至亞德米西林海峽。歷史上非常著名的溫泉關戰役，就在這時發生。在軍隊人數遠遠少於波斯軍的情況下，列奧尼達率領的小支聯軍整整阻礙了波斯軍三天。直至波斯軍走一條鮮為人知的山路，前後圍堵他們為止。雖然大部份的希臘軍隊成功撤退了，但以斯巴達人及塞斯比阿人（Thespian）組成的殿後軍隊被圍堵及擊潰。在同時發生的亞德米西林戰役，經過數輪海戰後亦形成膠著狀態。可是，當溫泉關陷落的消息傳到後，希臘海軍亦撤退了，因為在陸路被突破的情況下，再據守海路也沒有意義了。
在溫泉關一役之後，進軍雅典之前（當時所有居民已撤走，剩下一座空城，波斯軍隊到達時只可以燒毀雅典），波斯軍開始掠奪及燒毀沒有投降的維奧蒂亞城市，包括普拉提亞及塞斯比亞。而在同一時間，聯軍準備移防到科林斯地峽（Isthmus of Corinth）。一方面，薛西斯希望給予聯軍最後一擊，將之瓦解，以完成征服希臘的目標。另一方面，聯軍希望可以找到一個機會，贏一場對戰波斯海軍的勝仗，一場足以確保伯羅奔尼撒安全的決定性戰役。在緊隨而來的薩拉米斯戰役中，聯軍果然取得決定性的勝利，在希波戰爭上畫上一個轉捩點。
在海軍戰敗後，薛西斯帶著大批軍隊撤回亞洲。根據希羅多德的描述，薛西斯是擔心聯軍會到赫勒斯滂破壞返回波斯的浮橋，將他的軍隊困住在歐洲。因為他留下馬鐸尼斯加上親自挑選的軍隊，在之後一年完成征服希臘。馬鐸尼斯撤出阿提卡，並在色薩利過冬，而雅典人便藉此機會重回到已被破壞的雅典。在冬天時，聯軍的內部關係出現一些緊張情況，雅典軍本身沒有受到地峽的保護，他們的艦隊卻是保護伯羅奔尼撒的關鍵，但聯軍卻不聽從雅典方面的建議，在下一年派遣一支聯合的軍隊到北方。在聯軍不能承諾派軍的情況下，雅典艦隊拒絕在下一年春天加入聯合海軍。當時聯合海軍的將軍斯巴達國王列奧提西達斯（Leotychidas），便帶聯合海軍潛服在提洛島，波斯的殘餘海軍則潛服在薩摩斯島，雙方都不願冒險作戰。同樣地，在色薩利的馬鐸尼斯知道攻擊山峽沒有意義，而聯軍又不願派遣軍隊離開伯羅奔尼撒。
馬鐸尼斯為了解開膠著狀態，便派遣马其顿的亚历山大一世去與雅典及其艦隊斡旋，希望他們停止抵抗波斯，並以和平、維持自治及領土擴張作交換。而雅典人則邀請了斯巴達代表與會，並以拒絕作回覆：
“The degree to which we are put in the shadow by the Medes' strength is hardly something you need to bring to our attention. We are already well aware of it. But even so, such is our love of liberty, that we will never surrender.”
“不需要你告知，我們也知道波斯的力量有多強大，我們一早已經察覺到。但即使如此，本於對自由的熱愛，我們永不投降。”
被拒絕後，波斯軍再次南移，令雅典人再次撤離雅典。馬鐸尼斯向在薩拉米斯的雅典難民，再予以相同條款談判。雅典、墨伽拉及普拉提亞一同派密使到斯巴達，要求他們提供援助，否則便會接受波斯的條款。根據希羅多德的描述，當時斯巴達正在慶祝雅辛托斯（Hyacinth）節，延後了作出決定的時間，直至正在作客的泰格亞（Tegea）來的智利奧斯（Chileos）向他們指出了雅典投降會為整個希臘帶來的危險有多大。到第二天，密使們想向斯巴達發出最後通牒時，驚訝地知悉一支斯巴達軍隊已改道，正向波斯軍行軍。

## 序幕
當馬鐸尼斯知道斯巴達的軍隊正在進軍時，他立即要波斯軍完成摧毀雅典的工作，將所有未倒下的東西都推倒。之後他撤軍到底比斯，希望將希臘的軍隊引誘到有利於波斯騎兵作戰的地形。他在維奧蒂亞的阿索波斯河北岸築起要塞等待希臘軍到來。
雅典方面派遣了阿里斯提德帶領8000希臘重裝步兵，還有600個普拉提亞流放者加入聯軍。之後聯軍穿過基塞龍山（Mount Kithairon）行軍到普拉提亞附近，位置就在波斯軍所有的亞索波斯河的上游。在指揮官柏薩尼亞斯指示下，希臘軍駐紮在波斯軍對岸的高地上。自知可以成功攻擊希臘軍陣地的機會很低，馬鐸尼斯只好試圖激起聯軍內部分化及引誘他們到平原上。普魯塔克指出，當時曾有背叛的陰謀在部份雅典要員當中策劃著。雖然這個說法沒有被普遍認同，但或可顯示到馬鐸尼斯曾嘗試與雅典方面的不同階層進行私通。

## 对阵双方

### 希臘聯軍
據希羅多德所描述，斯巴達派出45000人: 5000斯巴達戰士，5000拉柯尼亞重裝步兵和35000黑勞士。這可能是斯巴達有史以來集結最大之武裝力量。希臘藉由各同盟城邦部隊之重裝步兵增強希臘軍隊的實力。狄奧多羅斯在他的歷史叢書則記載希臘武裝部隊的人數接近十萬。

### 波斯軍
希羅多德記載，波斯軍隊人數宣稱有30萬人，且由部分支持波斯的希臘城邦聲援，希羅多德估計人數約5萬人。

## 重要性
希臘
而且希臘戰勝亦確保了希臘諸城邦的獨立及安全，使得希臘繼續稱霸東地中海數百年。
波斯
波斯在這場戰爭裡戰敗，使其對外擴張的氣焰受挫，並逐漸走向衰落，最後被馬其頓的亞歷山大大帝所滅。